# Komár László (album)
A Komár László Komár László 1981-ben megjelent nagylemeze, melyet a Pepita adott ki. Katalógusszáma: SLPX 17675. Szoktak rá a borítója alapján Pepita-ként vagy Oh, csak a hajnal jönne már!-ként is hivatkozni, azonban hivatalosan nincs címe, így az előadó nevén fut. 

## Az album dalai

### A oldal
1. Szóljon a zene (Komár)
2. Mézízű gyermekkorom idején (Faragó "Judy" István/Juhász Sándor/Komár)
3. Táncoló fekete lakkcipők (Komár/Nagy Tibor Béla)
4. Országutak csillaga (Faragó/Juhász/Komár)
5. Szerencsevadász (Juhász/Komár/Nagy)
6. Családi rocky (Bródy János/Szörényi Levente)
7. Egy éjszaka nélküled (Komár/Presser Gábor)

### B oldal
1. Mondd, kis kócos (Juhász/Komár/Presser)
2. Oh, csak a hajnal jönne már (Juhász/Presser)
3. Magányos szívek klubja (Tardos Péter)
4. Álmatlanul (Faragó/Komár)
5. Egy bál a hajón (Komár/Kovács György)
6. Mama táncolj velem rock and rollt (Karácsony János/Komár)
7. Fehér hold (Komár/Nagy)